# Mirko Kovač
Mirko Kovač (Petrovići, 26 dicembre 1938 – Rovigno, 19 agosto 2013) è stato uno scrittore e drammaturgo jugoslavo, in seguito  croato. È autore di diversi romanzi, raccolte di racconti, saggi, fiction e sceneggiature cinematografiche.

## Biografia
Nato nel 1938 nei pressi di Nikšić al confine tra l'Erzegovina e il Montenegro (Regno di Jugoslavia), Kovač ha studiato drammaturgia presso l'Accademia di Teatro, Cinema e Televisione di Belgrado, dove conosce Danilo Kiš. Assieme a Kiš e ad altri intellettuali (Filip David, Predrag Matvejević, Marko Vešović e Abdulah Sidran), Kovač fa parte del ristretto cerchio dell'intelligencija jugoslava, libera e critica verso il regime, poi dispersa negli anni novanta da guerre e nazionalismi.
Kovač pubblicò nel 1962 il suo primo romanzo, Gubilište (Il Patibolo), condannato dal regime titino per il suo pessimismo, contrario all'ideologia socialista. A seguito di tale pubblicazioni, Kovač subì due anni di persecuzioni. Nel 1965 pubblica Moja sestra Elida (Mia sorella Elida), e nel 1971 il breve romanzo biografico Malvina (La vita di Malvina Trifković, Anabasi, Milano 1994), col quale raggiunge la fama internazionale. Il libro viene tradotto in inglese, francese (ed. Soleil Poche), italiano, olandese, ungherese, svedese (tre edizioni) e tedesco; nel 1973 ne viene rappresentata una versione per teatro da parte della compagnia Atelier 212 a Belgrado. Sempre nel 1971 pubblica la raccolta di novelle Rane Luke Meštereviča (Le ferite di Luka Mestrević), per la quale riceve il premio Milovan Glišić, che gli viene però ritirato subito dopo, nel 1973; il libro viene censurato e ritirato da tutte le biblioteche jugoslave.
A Zagabria pubblica quindi i romanzi Ruganje s dušom (1976); Vrata od utrobe (1978) che ottiene il premio NIN della critica, il premio delle acciaierie di Sisak (1979), e il premio della biblioteca di Serbia per i libri più letti (1980). Seguono i romanzi Uvod u dugi život (1983), la raccolta di racconti Nebeski zaručnici (1987, premio BIGZ) e il romanzo Kristalne rešetke (Sarajevo, 1995)
Il libro di saggi Evropska trulež (1986) riceve il premio NIN Dimitrije Tucovic. Bodež u srcu viene pubblicato a Belgrado nel 1995.
Al montare del nazionalismo pan-serbo, picchiato e minacciato di morte dagli uomini di Šešelj, Kovač fugge da Belgrado e si rifugia a Rovigno, città natale di sua moglie, diventando critico del regime nazionalista e autoritario del presidente Franjo Tudjman. Si è sempre considerato uno scrittore montenegrino, serbo, croato e bosniaco con l'intenzione di prendere le distanze dai vari nazionalismi e rimarcare la comune base culturale dei popoli della regione.
Scrittore schivo e piuttosto refrattario alle ribalte pubbliche, nel 1990 pubblica a Sarajevo le sue opere scelte in sei volumi. Ha ricevuto un premio internazionale Tucholsky dal centro PEN in Svezia nel 1993, e il Premio Herder per la letteratura nel 1995.
Nel 2010 Zandonai ha pubblicato in italiano, tradotto da Silvio Ferrari La città nello specchio (Grad u zrcalu), che si è aggiudicato il prestigioso premio Vladimir Nazor, conferitogli dall'Accademia croata delle Scienze e delle Arti come miglior opera letteraria nazionale.
È scomparso nel 2013 all'età di 74 anni.